# بیوژنریک

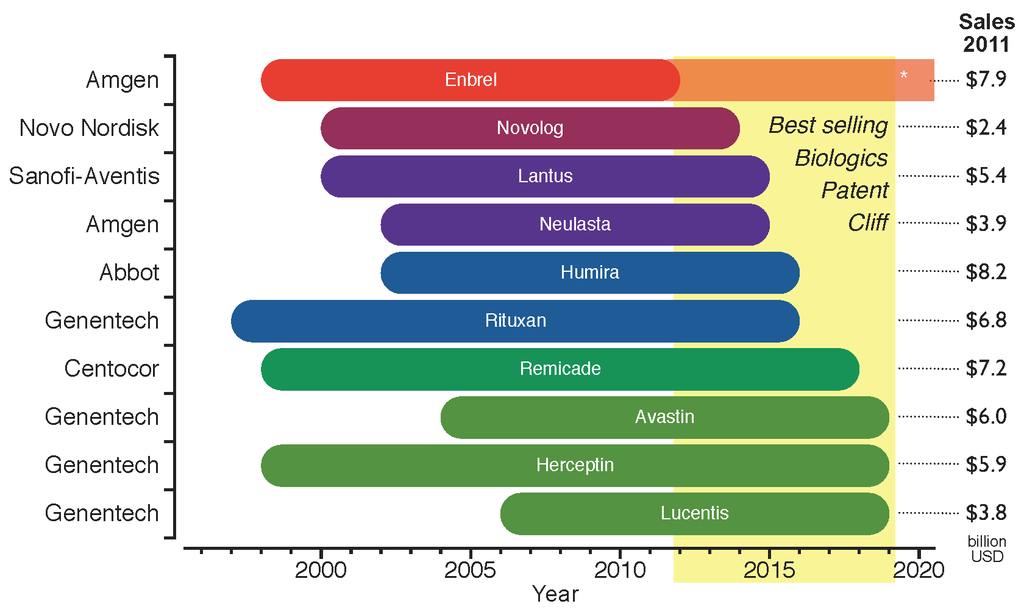
نمودار داروهای بیوژنریک به همراه قیمت آنها

بیوژنریک یا بیوسیمیلار (به انگلیسی: Biosimilar) به داروهایی گفته می‌شود که کاملاً مشابه با داروهای بیولوژیک تولید شده توسط سازنده اولیه که برای اولین بار روش تولید آن را ابداع کرده‌است، می‌باشد.

## توصیف
سال‌هاست که داروهای شیمیایی توسط کارخانه‌های داروسازی ابداع و تولید می‌شوند. قیمت داروهای اصلی پس از ورود اولیه به بازار معمولاً گران
می‌باشد ولی با تمام شدن مدت حق تولید انحصاری آن‌ها سایر کارخانه‌ها می‌توانند از روی روش تولید اصلی کپی‌برداری دقیق نموده و داروی کاملاً مشابه را پس از تأیید مقامات بهداشتی به بازار عرضه کنند. پس از عرضه داروهای بیولوژیک به بازار در سالهای اخیر، قیمت بسیار بالای آن‌ها باعث شده است که زمینه تولید داروهای بیوژنریک بیش از بیش فراهم شود.

## موافقان و مخالفان
بیوسیمیلارها دارای موافقان و مخالفانی است که در سالهای گذشته در سطح بین‌المللی با یکدیگر به مباحثه می‌پردازند. عمده‌ترین مخالفان تولید این داروها کارخانه‌های تولیدکننده داروهای اولیه یا اصلی هستند که به نظر می‌رسد علت اصلی مخالفت آن‌ها جنبه اقتصادی آن است. موافقان دلیل می‌آورند که با وجود پیچیده بودن این مولکول‌ها در صورتی‌که روش‌های اصلی تولید، کاملاً مشابه داروی اصلی باشد و آزمون‌های کنترل کیفی کاملاً مشابه داروی اصلی انجام شده و مورد تأیید قرار گیرد، همانند داروهای شیمیایی این داروها نیز کاملاً مؤثر و ایمن هستند.

## سابقه
در اروپا سازمان‌های رگولاتوری رویه‌ای را برای تأیید این داروها تعریف کرده‌اند و تا بحال چند داروی بیوسیمیلار به تأیید آن‌ها رسیده و در حال مصرف می‌باشد. در آمریکا سازمان دارو و غذا سخت‌گیری بیشتری داشته و تعداد کمتری دارو را تا بحال تأیید نموده‌اند. در سراسر دنیا تعداد این داروها روز بروز در حال افزایش است. عدم وجود شکایت از کیفیت و اثر بخشی این داروها تا بحال دلیلی است که موافقان برای محکم تر شدن نظر خود از آن استفاده می‌کنند.